# Lista över fågelfamiljer
Världens nu levande fåglar placeras i ett par hundratal familjer. Det råder ingen konsensus om vare sig antalet familjer eller hur de är släkt med varandra. Det råder heller ingen enighet hur dessa ska sorteras i form av en lista. Genetiska studier har visat att ett antal tidigare erkända fågelfamiljer i själva verket är inbäddade i andra fågelfamiljer, medan andra studier pekar på behovet att urskilja nya. Ingen av de fyra stora internationella taxonomiska auktoriteterna (Clements et al, Howard & Moore, Birdlife International/Handbook of the Birds of the World och IOC) är helt uppdaterade vad gäller den senaste forskningen. I andra fall kan det röra sig om en definitionsfråga om närbesläktade grupper utgör en eller flera familjer.
Nedan listas alla de familjer som erkänns av någon av de fyra ledande världauktoriteterna. Ordningen följer John Boyds sammanställning Taxonomy In Flux som grundar sig på de senaste forskningsrönen. Alla familjer och ordningar har inte svenska namn eftersom Birdlife Sverige (som är ledande auktoritet för svenska namn på världens fågelarter, familjer och ordningar) följer IOC:s taxonomi. 

## Nu levande fågelfamiljer
Alla nu levande fåglar grupperas i underklassen Neornithes. Denna delas in i två infraklasser, Paleognathae och Neognathae.

### Infraklasspaleognata fåglar(Paleognathae)

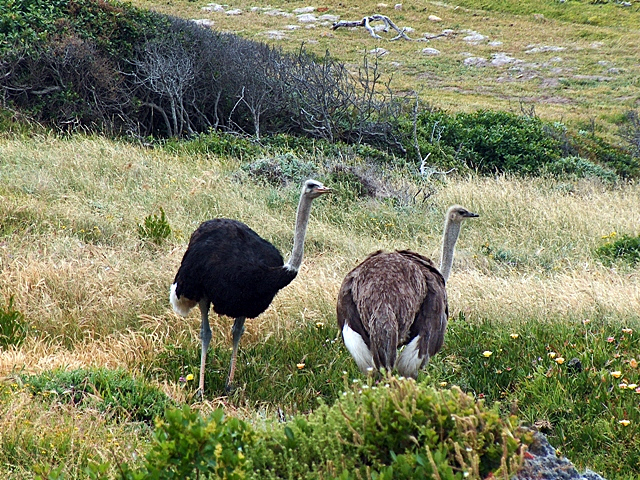
Struts (Struthio camelus) i familjen strutsar.

- Ordning strutsfåglar (Struthioniformes)
  - Strutsar (Struthionidae)
- Ordning nandufåglar (Rheiformes) 
  - Nanduer (Rheidae)
- Ordning kasuarfåglar (Casuariiformes)
  - Kasuarer (Casuariidae)
  - Emuer (Dromaiidae)
- Ordning kivifåglar (Apterygiformes) 
  - Kivier (Apterygidae)
- Ordning tinamofåglar (Tinamiformes)
  - Tinamoer (Tinamidae) syn. stubbstjärthöns

### Infraklassneognata fåglar(Neognathae)
Neognathae delas in i två överordningar, Galloanserae och Neoaves.

#### ÖverordningGalloanserae
- Ordning andfåglar (Anseriformes)
  - Värnfåglar (Anhimidae)
  - Skatgäss (Anseranatidae)

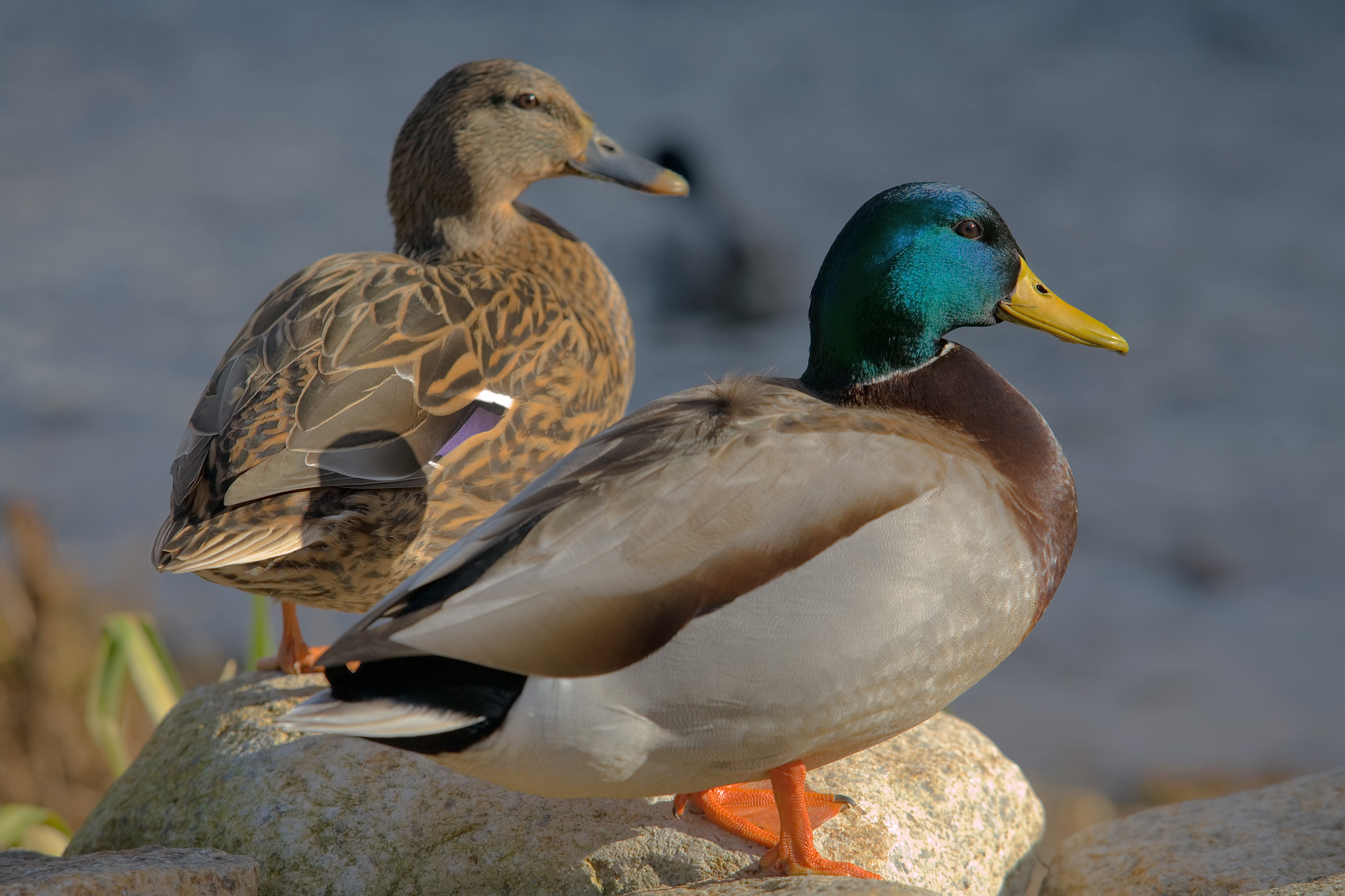
Gräsänder (Anas platyrhynchos) i familjen änder.

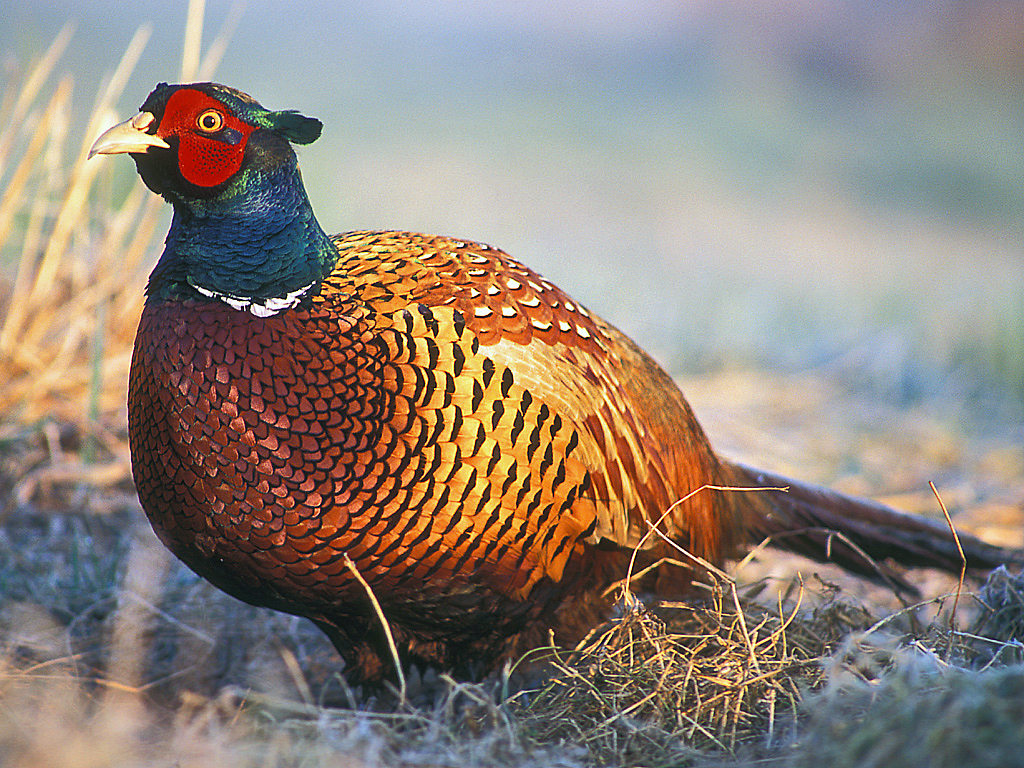
Fasan (Phasianus colchicus) i familjen fasanfåglar.

  - Änder (Anatidae) syn. egentliga andfåglar
- Ordning hönsfåglar (Galliformes)
  - Storfotshöns (Megapodiidae)
  - Trädhöns (Cracidae) syn. hockohöns
  - Pärlhöns (Numididae)
  - Tofsvaktlar (Odontophoridae)
  - Fasanfåglar (Phasianidae) syn. fälthöns

#### ÖverordningNeoaves
Neoaves innehåller övriga fågelfamiljer och därmed den absoluta merparten av världens fågelfauna. Neoaves består av nio till tio klader som skilde sig åt mycket snabbt kring K/T-gränsen cirka 66 miljoner år sedan. När 7 5% av världens organismer dog ut, med största sannolikhet på grund av en meteoritkollision, lämnades fältet öppet för de fågelarter som överlevde att inta de nischer som de utdöda djuren lämnat. 
Följden blev en explosiv evolution bland fåglarna i Neoaves, så pass att deras inbördes släktskap idag är mycket svår att uttyda. Olika forskningsstudier ger olika resultat hur kladerna är besläktade med varandra. Det har till och med föreslagits att detta släktskap är omöjligt att utreda med dagens metoder, en så kallad "hård polytomi". 
Bland världsledande taxonomiska auktoriteter har dels denna nya forskning inte fått genomslag i hur Neoaves sorteras, dels har de som beaktat resultaten valt olika sätt att implementera dem i form av en lista. Här nedan listas de nio kladerna efter John Boyds Taxonomy In Flux, men rent vetenskapligt är det godtyckligt i vilken ordning de sorteras.

##### KLAD 1. STRISORES: nattskärror, seglare och kolibrier

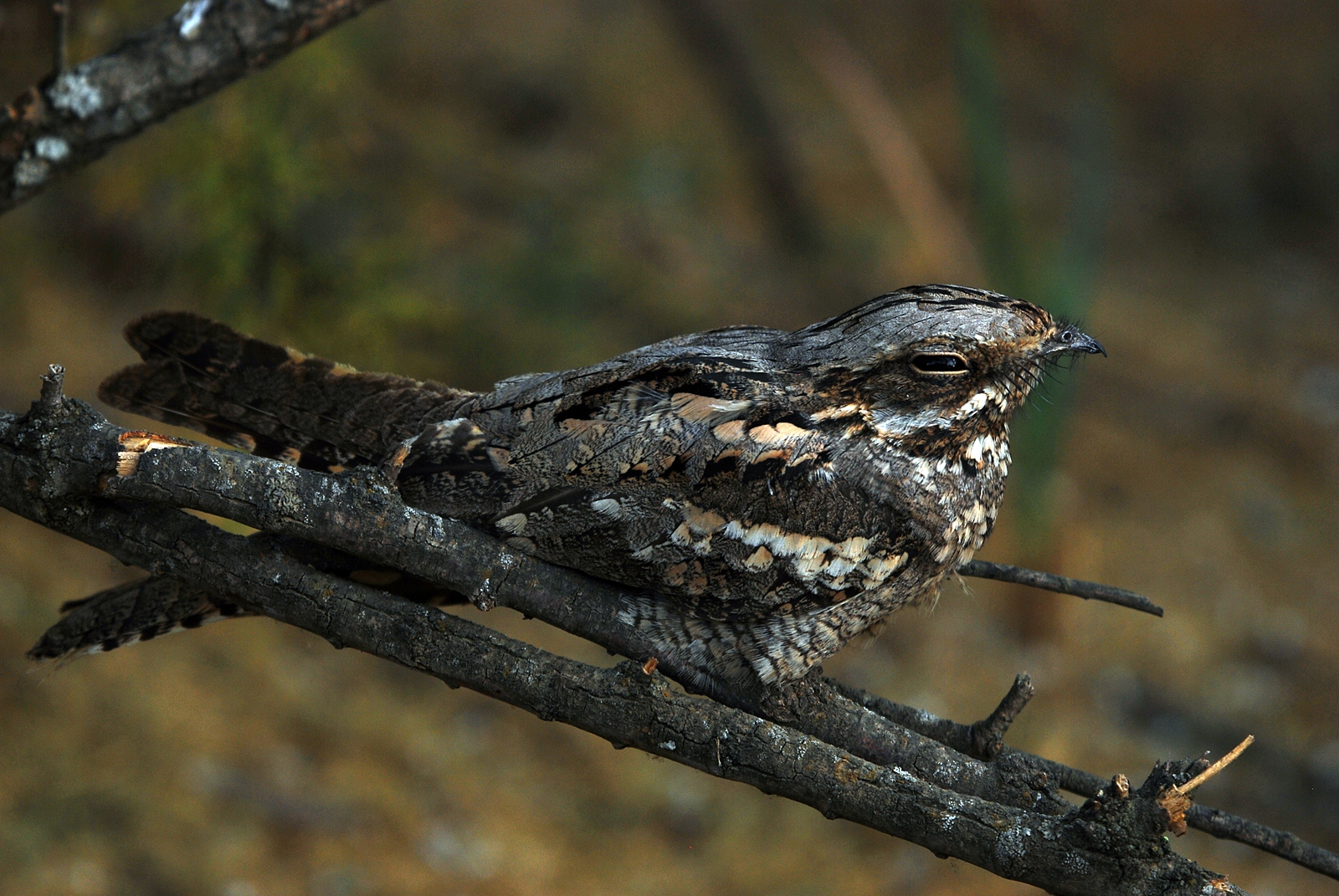
Nattskärra (Caprimulgus europaeus) i familjen nattskärror.

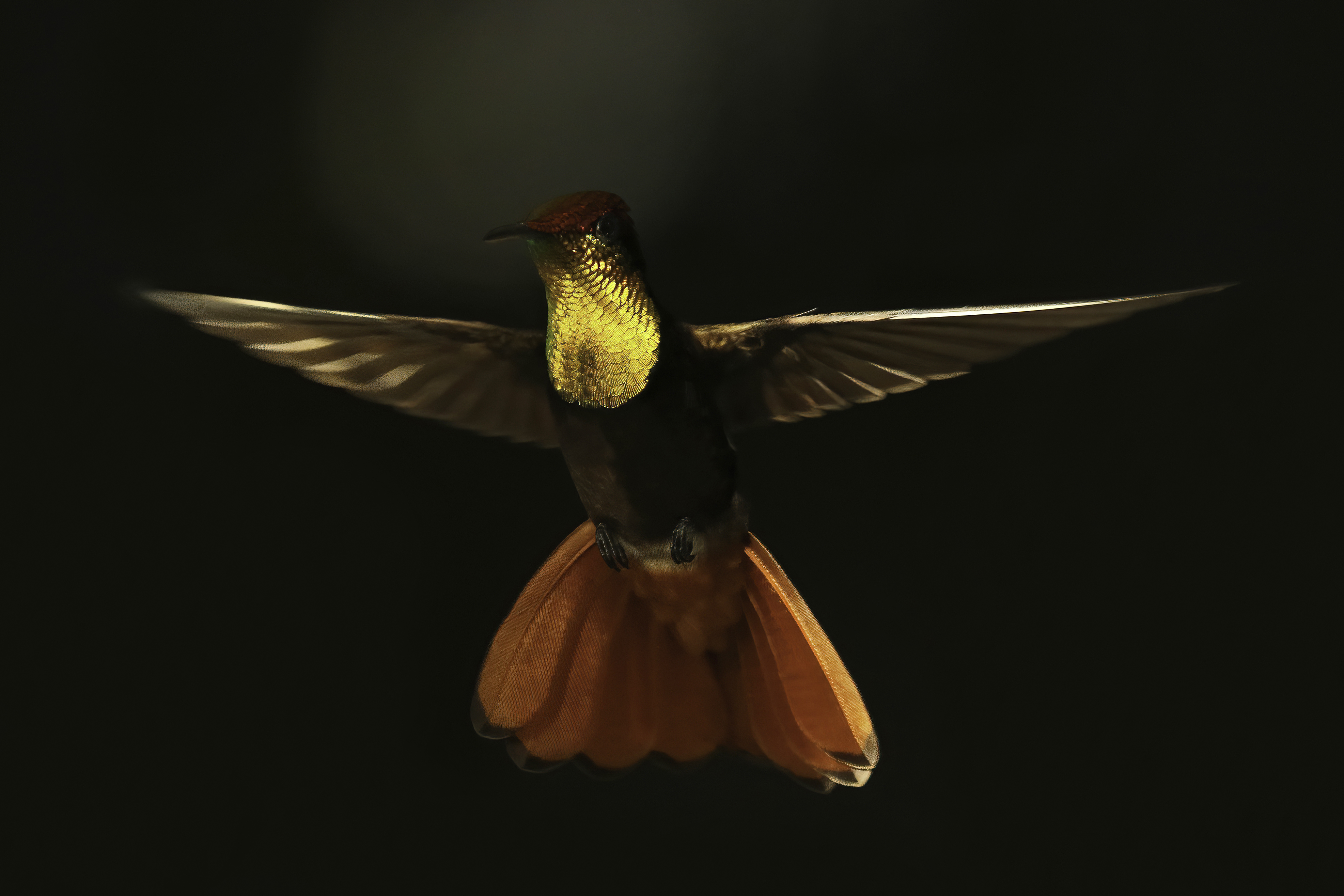
Topaskolibri (Chrysolampis mosquitus) i familjen kolibrier.

Familjerna i denna klad har traditionellt delats in i de två ordningarna skärrfåglar (Caprimulgiformes) och seglar- och kolibrifåglar (Apodiformes). DNA-studier visar dock att detta inte är korrekt. Istället har gruppen delats in i än fler ordningar, enligt följande: 
- Ordning nattskärrfåglar (Caprimulgiformes)
  - Nattskärror (Caprimulgidae)
- Klad Vanescaves
  - Klad Sedentaves 
    - Ordning oljefåglar (Steatornithiformes)
      - Oljefåglar (Steatornithidae)

    - Ordning potofåglar (Nyctibiiformes)
      - Potoer (Nyctibiidae) syn. tandnattskärror

  - Klad Letornithes
    - Ordning grodmunfåglar (Podargiformes)
      - Grodmunnar (Podargidae)

  - Klad Daedalornithes
    - Ordning uggleskärrfåglar (Aegotheliformes)
      - Uggleskärror (Aegothelidae) syn. ugglenattskärror

    - Ordning seglar- och kolibrifåglar (Apodiformes)
      - Trädseglare (Hemiprocnidae) – inkluderas ibland i seglarna[2]
      - Seglare (Apodidae)
      - Kolibrier (Trochilidae)

##### KLAD 2. MUSOPHAGOTIDES: turakor och trappar
- Ordning turakofåglar (Musophagiformes)
  - Turakor (Musophagidae)
- Ordning trappfåglar (Otidiformes) 
  - Trappar (Otididae), syn Otidae

##### KLAD 3.CUCULIFORMES: gökfåglar

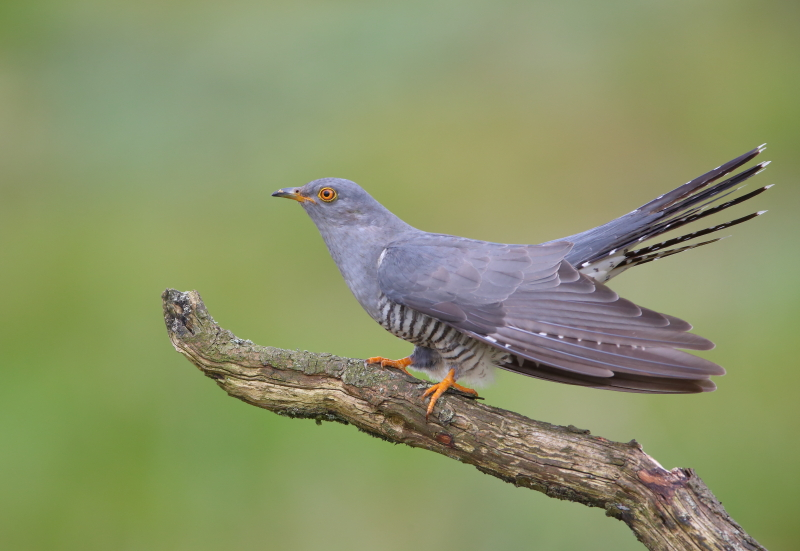
Gök (Cuculus canorus) i familjen gökar.

Denna klad består av enbart en enda familj, gökar (Cuculidae). Vissa studier tyder på att den utgör systergrupp till klad 2 ovan.

##### KLAD 4. COLUMBIMORPHAE: flyghöns, duvor och mesiter
- Klad Pteroclimesites

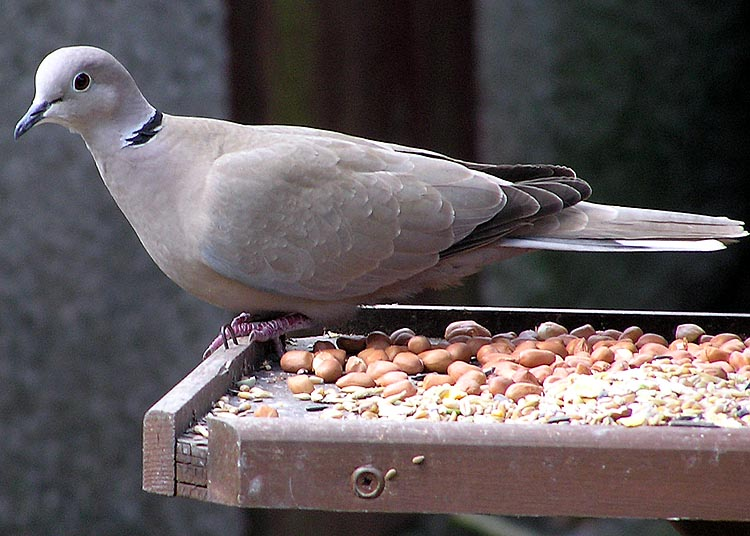
Turkduva (Streptopelia decaocto) i familjen duvor.

  - Ordning mesitfåglar (Mesitornithiformes) 
    - Mesiter (Mesitornithidae) syn. duvrallar, Mesoenatidae

  - Ordning flyghöns (Pterocliformes) 
    - Flyghöns (Pteroclidae), syn Pteroclididae
- Ordning duvfåglar (Columbiformes) 
  - Duvor (Columbidae)

##### KLAD 5.GRUIFORMES: tran- och rallfåglar

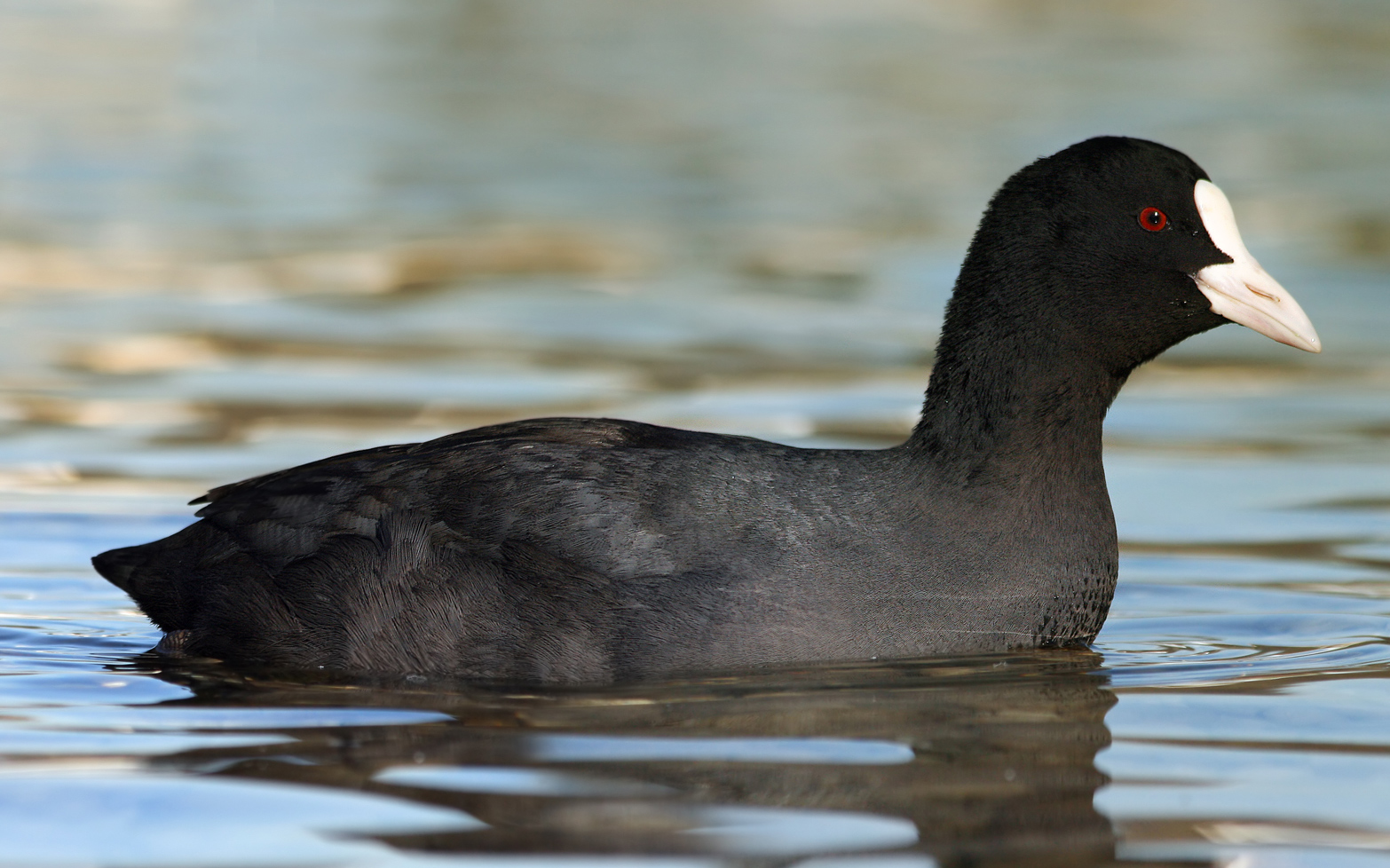
Sothöna (Fulica atra) i familjen rallar.

Denna klad med sex familjer består av en enda nu levande ordning.
- Trumpetare (Psophiidae)
- Ralltranor (Aramidae)
- Tranor (Gruidae)
- Simrallar (Heliornithidae)
- Dunrallar (Sarothruridae) – inkluderades tidigare i rallarna
- Rallar (Rallidae)

##### KLAD 6. MIRANDORNITHES: doppingar och flamingor

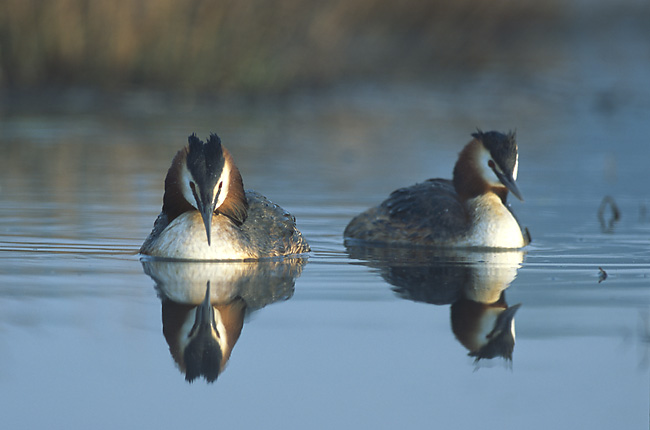
Skäggdopping (Podiceps cristatus) i familjen doppingar.

- Ordning doppingfåglar (Podicipediformes)
  - Doppingar (Podicipedidae)
- Ordning flamingofåglar (Phoenicopteriformes)
  - Flamingor (Phoenicopteridae)

##### KLAD 7:CHARADRIIFORMES: vadarfåglar

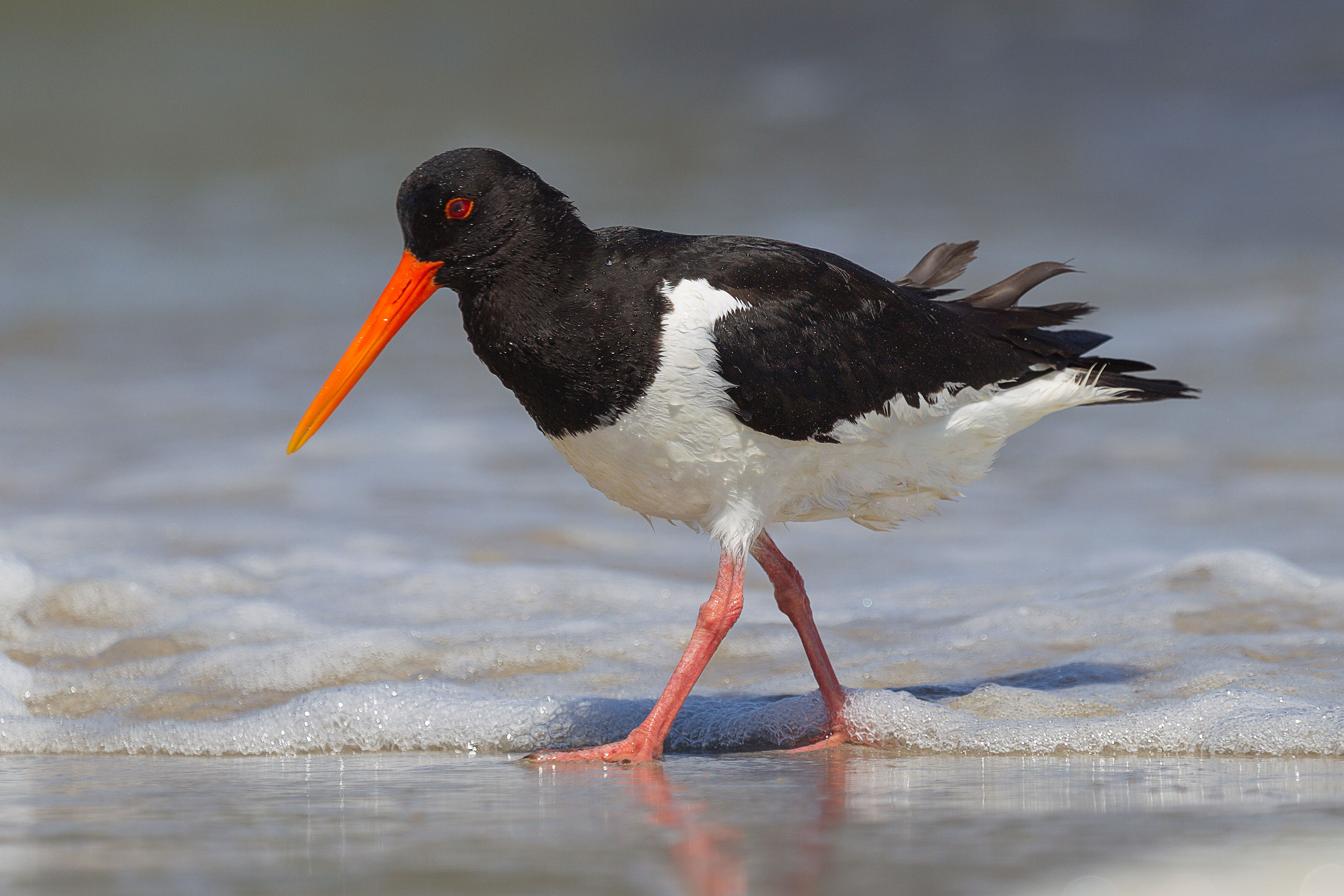
Strandskata (Haematopus ostralegus) i familjen strandskator.

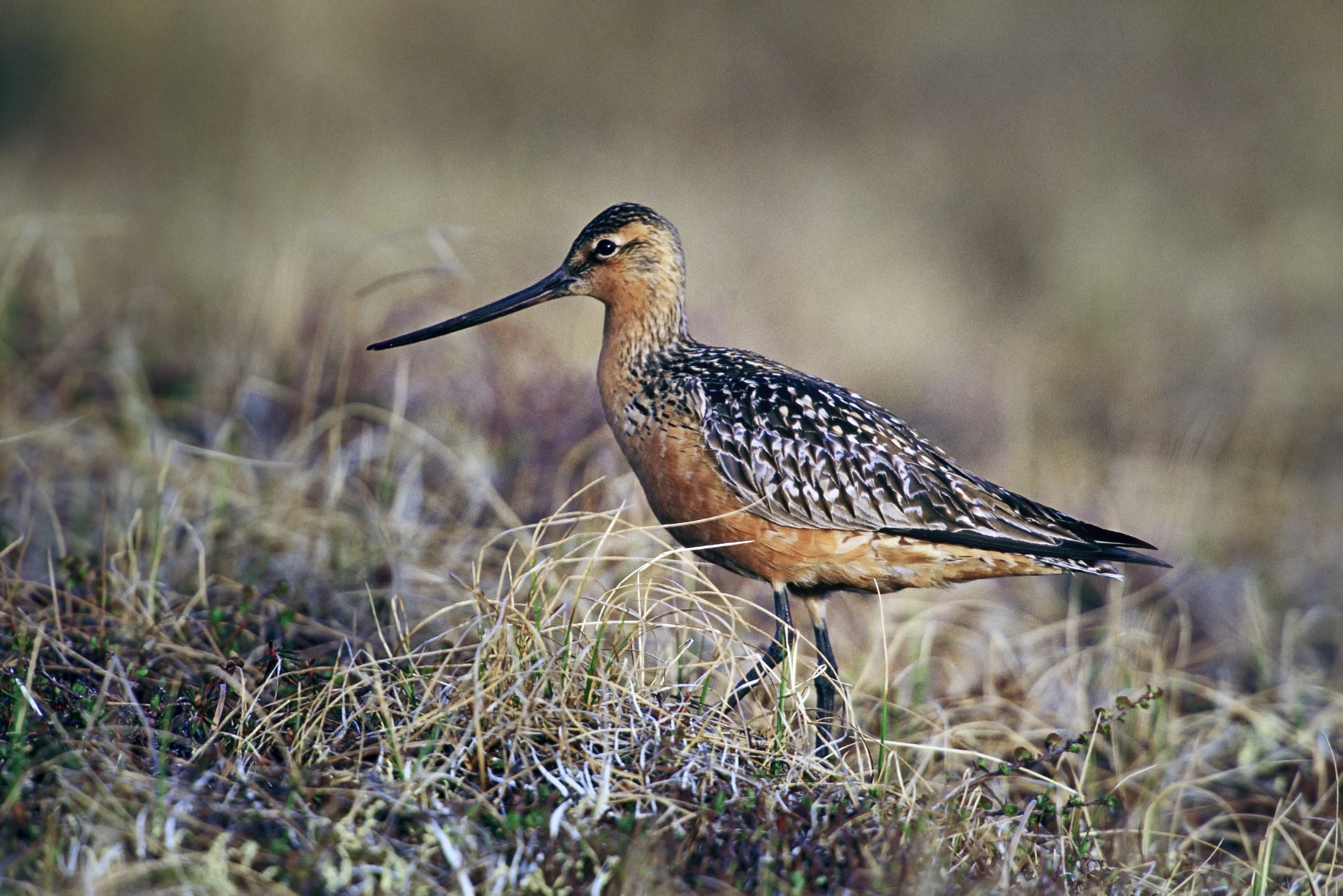
Myrspov (Limosa lapponica) i familjen snäppor.

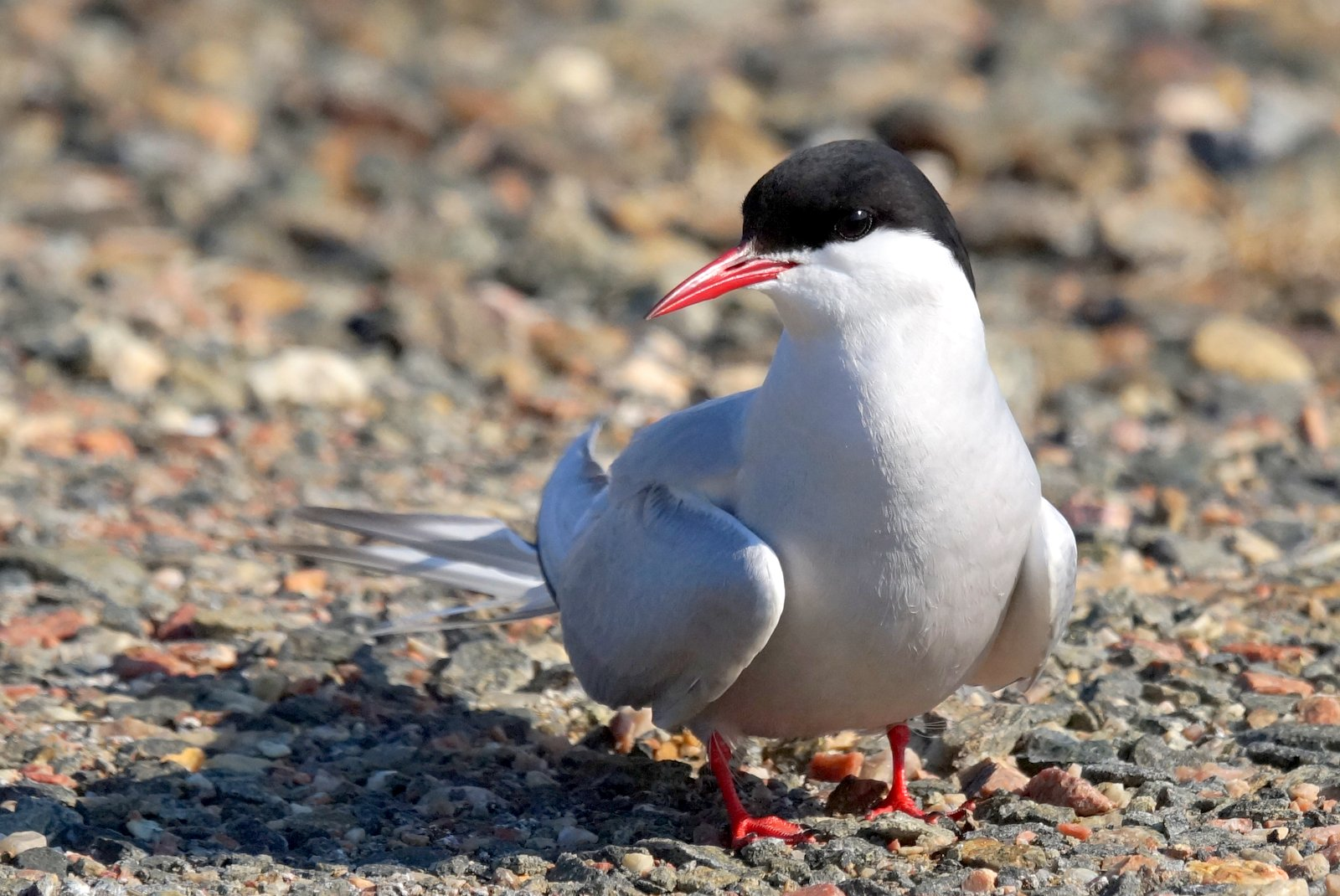
Silvertärna (Sterna paradisaea) i familjen måsfåglar.

Även denna klad består av en enda nu levande ordning.
- Ordning vadarfåglar (Charadriiformes)
  - Underordning Chionidi
    - Magellanpipare (Pluvianellidae) – inkluderas ibland i slidnäbbarna[2]
    - Slidnäbbar (Chionidae) syn. Chionididae
    - Tjockfotar (Burhinidae)

  - Underordning Charadrii
    - Krokodilväktare (Pluvianidae)
    - Skärfläckor (Recurvirostridae)
    - Ibisnäbbar (Ibidorhynchidae) – inkluderas ibland i strandskatorna[2]
    - Strandskator (Haematopodidae)
    - Pipare (Charadriidae)

  - Underordning Limicoli
    - Stäpplöpare (Pedionomidae)
    - Frösnäppor (Thinocoridae)
    - Rallbeckasiner (Rostratulidae)
    - Jassanor (Jacanidae)
    - Snäppor (Scolopacidae)

  - Underordning Turnici
    - Springhöns (Turnicidae)

  - Underordning Lari
    - Hägerpipare (Dromadidae)
    - Vadarsvalor (Glareolidae)
    - Labbar (Stercorariidae)
    - Alkor (Alcidae)
    - Måsfåglar (Laridae)

##### KLAD 8. PHAETHOQUORNITHES: "vattenfåglar"

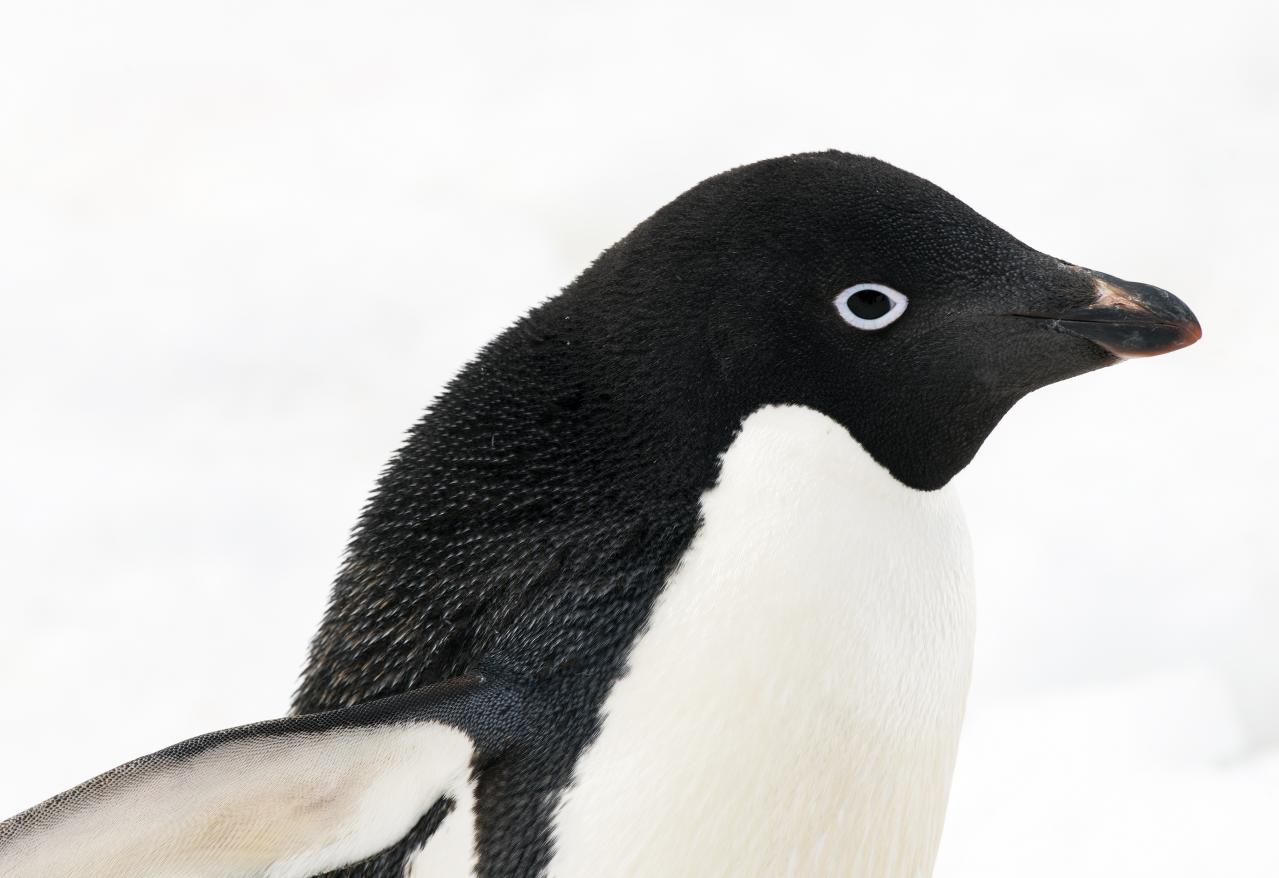
Adéliepingvin (Pygoscelis adeliae) i familjen pingviner.

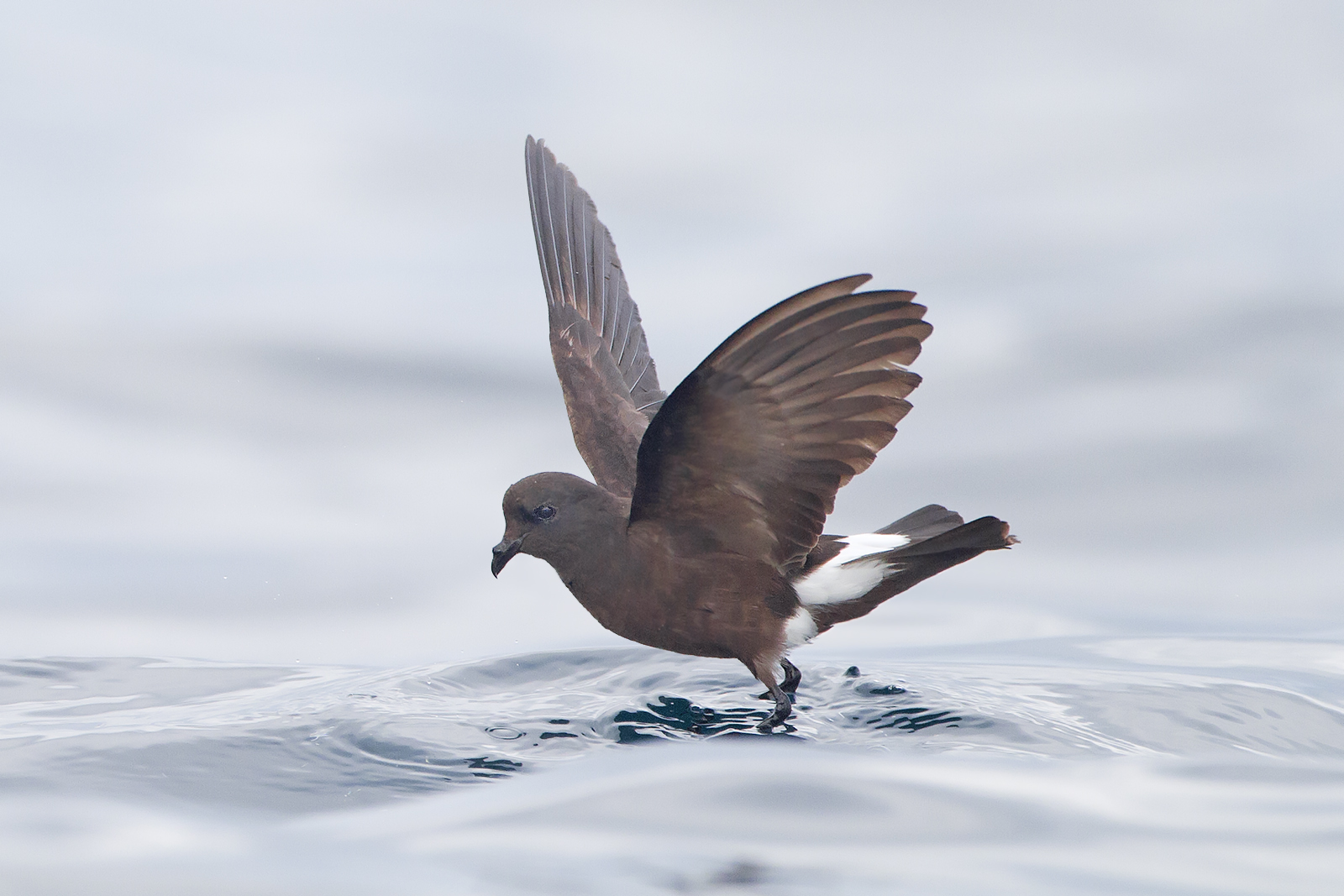
Havslöpare (Oceanites oceanicus) i familjen havslöpare.

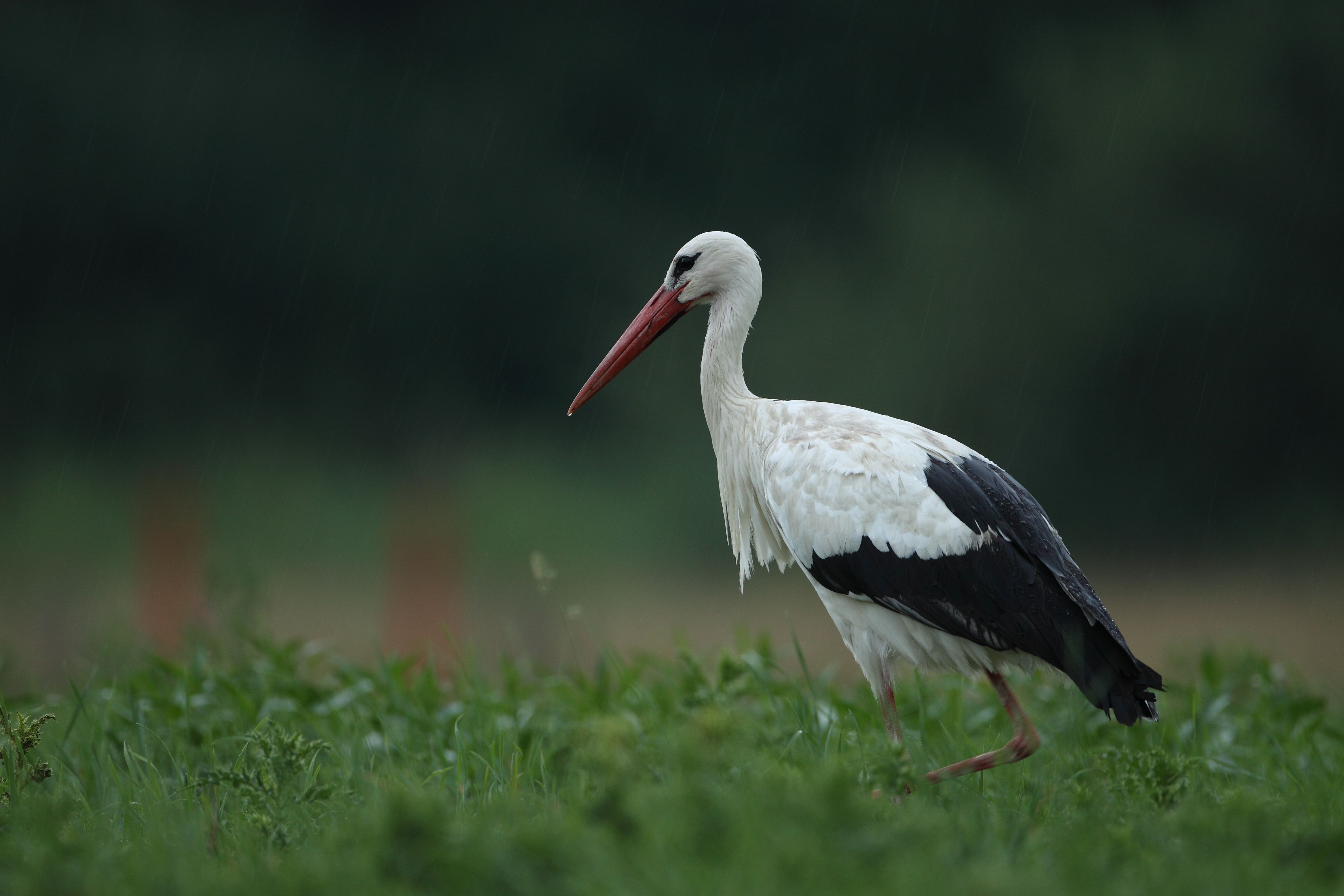
Vit stork (Ciconia ciconia) i familjen storkar.

Denna klad omfattar i stort sett enbart vattenlevande fåglar och har följaktligen fått namnet "water birds" på engelska. 
- Klad Phaethontimorphae
  - Ordning solrallfåglar (Eurypygiformes)
    - Kaguer (Rhynochetidae) – placerades tidigare i ordningen Gruiformes
    - Solrallar (Eurypygidae) – placerades tidigare i ordningen Gruiformes

  - Ordning tropikfåglar (Phaethontiformes)
    - Tropikfåglar (Phaethontidae) – placerades tidigare i Pelecaniformes
- Klad Aequornithes
  - Ordning lomfåglar (Gaviiformes)
    - Lommar (Gaviidae)

  - Klad Feraequornithes
    - Klad Procellarimorphae
      - Ordning pingvinfåglar (Sphenisciformes)
        - Pingviner (Spheniscidae)

      - Ordning stormfåglar (Procellariiformes)
        - Havslöpare (Oceanitidae) – inkluderades tidigare i Hydrobatidae[1]
        - Albatrosser (Diomedeidae)
        - Stormsvalor (Hydrobatidae)
        - Liror (Procellariidae)

    - Klad Pelecanimorphae
      - Ordning storkfåglar (Ciconiiformes)
        - Storkar (Ciconiidae)

      - Klad Pelecanes
        - Ordning sulfåglar (Suliformes)
          - Fregattfåglar (Fregatidae)
          - Sulor (Sulidae)
          - Ormhalsfåglar (Anhingidae)
          - Skarvar (Phalacrocoracidae)

        - Ordning pelikanfåglar (Pelecaniformes)
          - Ibisar (Threskiornithidae)
          - Skuggstorkar (Scopidae)
          - Träskonäbbar (Balaenicipitidae)
          - Pelikaner (Pelecanidae)
          - Hägrar (Ardeidae)

##### KLAD 9.OPISTHOCOMIFORMES: hoatzinfåglar
Denna klad består av enbart en enda familj, Opisthocomidae, som härbärgerar en enda nu levande art, hoatzinen.

##### KLAD 10.TELLURAVES: "landfåglar"

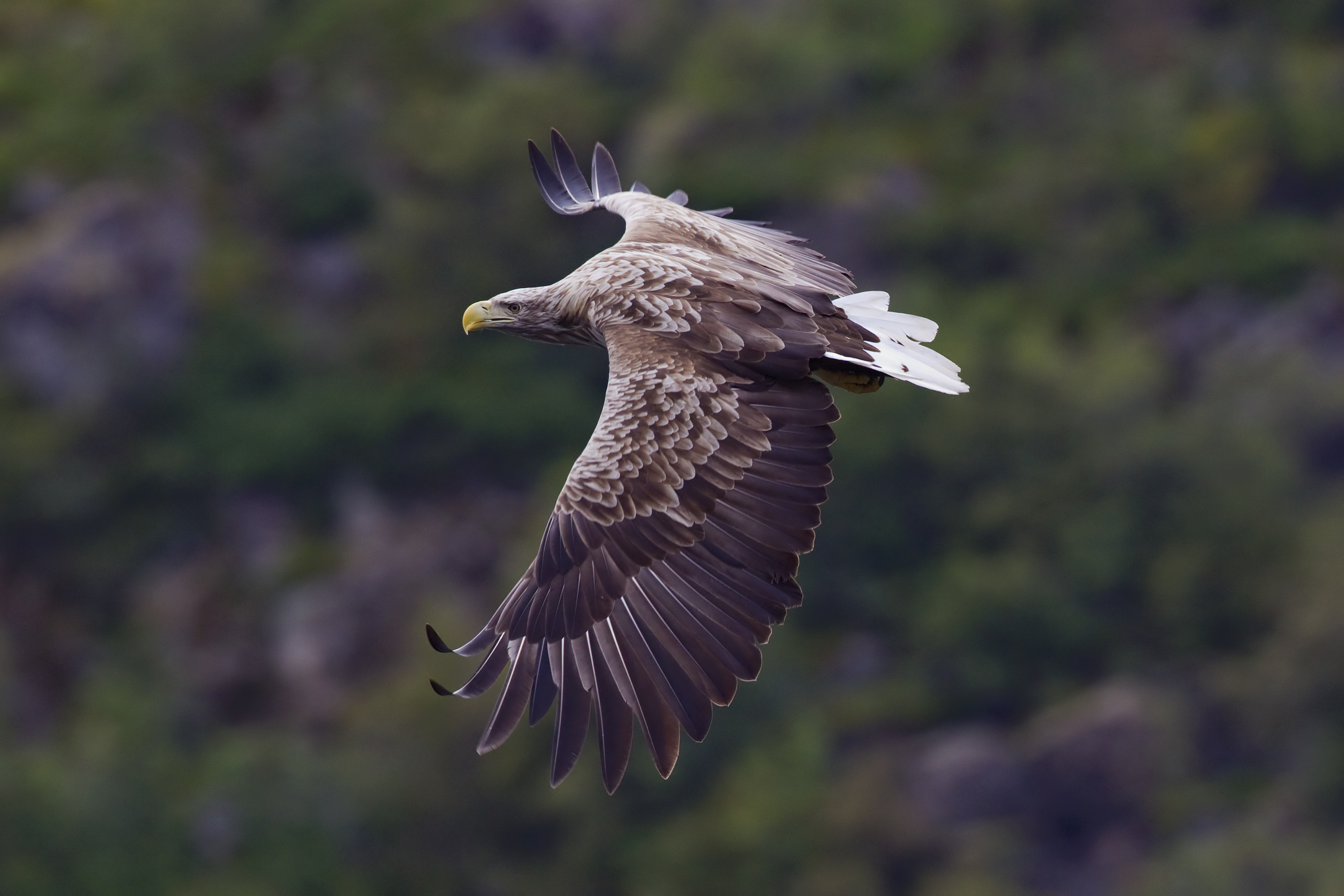
Havsörn (Haliaeetus albicilla) i familjen hökartade rovfåglar.

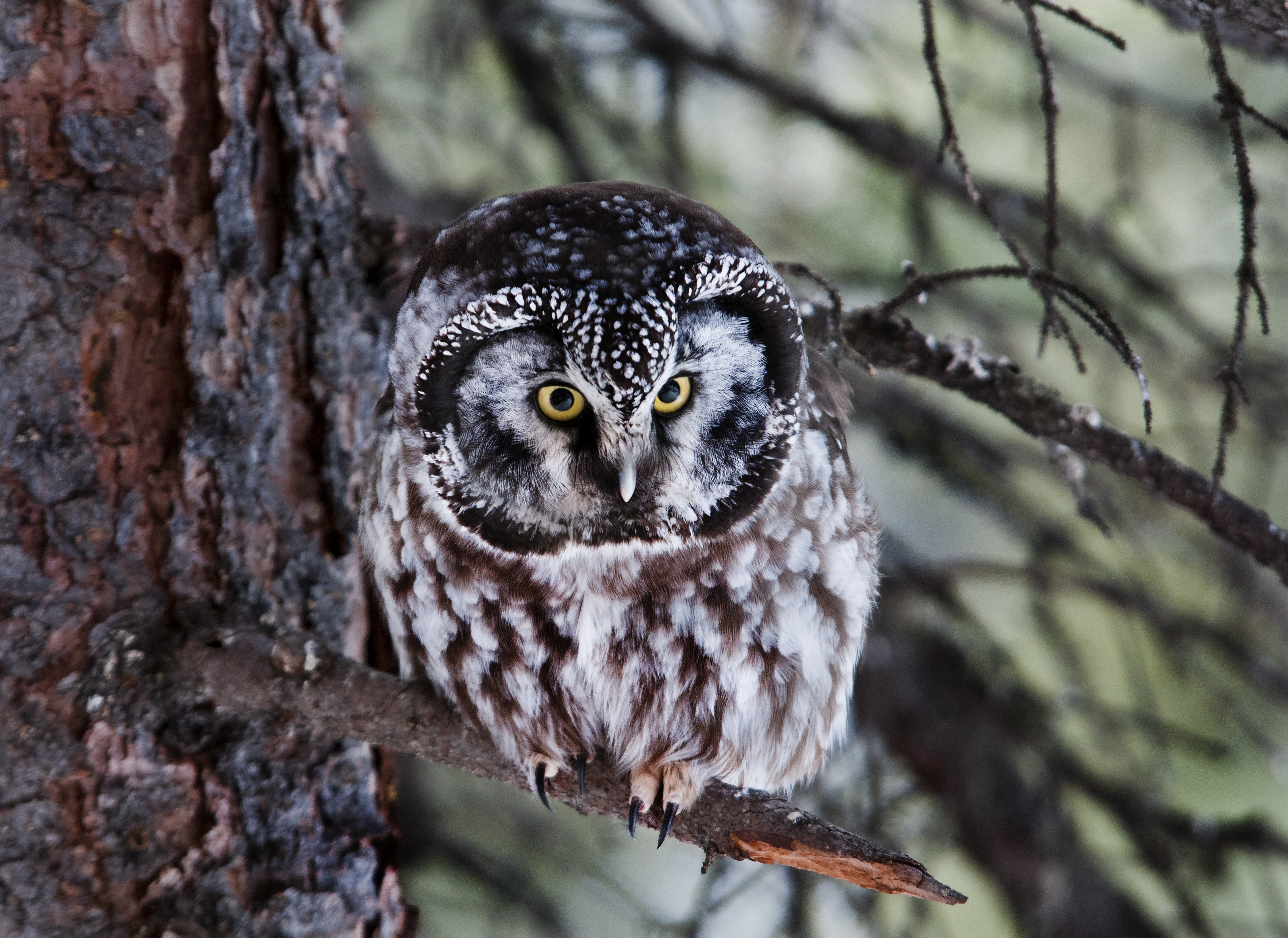
Pärluggla (Aegolius funereus) i familjen ugglor.

Denna klad delas upp i två grupper: Afroaves (till och med Piciformes) och Australaves (seriemafåglar, falkfåglar, papegojfåglar och tättingar).
Klad 10a. Afroaves
- Ordning hökfåglar (Accipitriformes)
  - Kondorer (Cathartidae) – urskiljs ibland som en egen ordning, Cathartiformes
  - Sekreterarfåglar (Sagittariidae)
  - Fiskgjusar (Pandionidae)
  - Hökar (Accipitridae)
- Ordning ugglefåglar (Strigiformes)
  - Tornugglor (Tytonidae)
  - Ugglor (Strigidae) syn. egentliga ugglor
- Klad Coraciimorphae
  - Ordning musfåglar (Coliiformes)
    - Musfåglar (Coliidae)

  - Klad Cavitaves
    - Ordning kurolfåglar (Leptotomiformes)
      - Kuroler (Leptosomidae) syn. gökblåkråkor, Leptosomatidae

  - Klad Eucavitaves
    - Ordning trogonfåglar (Trogoniformes)
      - Trogoner (Trogonidae)

    - Klad Picocoraciades
      - Ordning härfåglar och näshornsfåglar (Bucerotiformes)
        - Härfåglar (Upupidae)
        - Skratthärfåglar (Phoeniculidae)
        - Hornkorpar (Bucorvidae) – inkluderas ibland i näshornsfåglarna[2]
        - Näshornsfåglar (Bucerotidae)

    - Klad Picodynastornithes
      - Ordning praktfåglar (Coraciiformes)
        - Biätare (Meropidae)
        - Markblåkråkor (Brachypteraciidae)
        - Blåkråkor (Coraciidae)
        - Todier (Todidae)
        - Motmoter (Momotidae)
        - Kungsfiskare (Alcedinidae)

      - Ordning hackspettartade fåglar (Piciformes)
        - Jakamarer (Galbulidae) – urskiljs ibland tillsammans med följande familj i den egna ordningen Galbuliformes[1]
        - Trögfåglar (Bucconidae)
        - Asiatiska barbetter (Megalaimidae) – denna familj och följande tre inkluderas ibland i Ramphastidae.[2]
        - Afrikanska barbetter (Lybiidae)
        - Amerikanska barbetter (Capitonidae)
        - Tukanbarbetter (Semnornithidae)
        - Tukaner (Ramphastidae)
        - Honungsvisare (Indicatoridae) syn. honungsgökar
        - Hackspettar (Picidae)

Klad 10b: Australaves
Australaves består av fyra ordningar som successivt är släkt med varandra. Att dessa fyra utgör en grupp är en ny och förvånande upptäckt; fram tills nyligen ansågs falkar vara närbesläktade med hökfåglar och seriemorna tillhöra ordningen tran- och rallfåglar. 
- Ordning seriemafåglar (Cariamiformes)
  - Seriemor (Cariamidae)
- Klad Eufalconimorphae
  - Ordning falkfåglar (Falconiformes)
    - Falkar (Falconidae)

  - Klad Psittacopasseres
    - Ordning papegojfåglar (Psittaciformes)
      - Maoripapegojor (Strigopidae)
      - Kakaduor (Cacatuidae)
      - Västpapegojor (Psittacidae)
      - Östpapegojor (Psittaculidae) – inkluderades tidigare och i viss mån fortfarande i Psittacidae

    - Ordning tättingar (Passeriformes)

##### TÄTTINGARNAS INDELNING
Tättingarna omfattar mer än hälften av världens fågelarter. Den delas in i två underordningar: Acanthisitti med den lilla familjen klippsmygar (Acanthisittidae) som enbart förekommer i Nya Zeeland och Eupasseres med alla andra tättingar.
Eupasseres delas i sin tur in i två infraordningar, de i huvudsak amerikanska suboscinerna (Tyranni) respektive de över hela världen förekommande oscinerna eller sångfåglarna (Passeri). Tyranni består av tre parvordningar, varav de två senare är närmast släkt med varandra.
- Parvordning Eurylaimides
  - Sapayoer (Sapayoidae)
  - Asiter (Philepittidae)
  - Praktbrednäbbar (Eurylaimidae)
  - Grönbrednäbbar (Calyptomenididae)
  - Juveltrastar  (Pittidae) syn. pittor
- Parvordning Tyrannides
  - Manakiner (Pipridae)
  - Kotingor (Cotingidae)
  - Vassnäbbar (Oxyruncidae)
  - Krontyranner (Onychorhynchidae)
  - Tityror (Tityridae)
  - "Pipriter" (Pipritidae) – tidigare en del av manakinerna, men står nära tyrannerna som den oftast inkluderas i
  - "Spadnäbbar" (Platyrinchidae)
  - "Vasstyranner" (Tachurididae)
  - Pipromorphidae – denna familj och nästföljande två inkluderas oftast i tyrannerna men urskiljs av Howard & Moore[2]
  - Tyranner (Tyrannidae) syn. tyrannflugsnappare
- Parvordning Furnariida
  - Månbröst (Melanopareiidae) syn. prakttapakuler
  - Knottfåglar (Conopophagidae)
  - Myrfåglar (Thamnophilidae)
  - Myrpittor (Grallariidae)
  - Tapakuler (Rhinocryptidae) syn. sångsmygar
  - Myrtrastar (Formicariidae)
  - Scleruridae – placeras liksom följande familj oftast bland ugnfåglarna, men urskiljs av Howard & Moore[2]
  - Trädklättrare (Dendrocolaptidae)
  - Ugnfåglar (Furnariidae), inkl. trädklättrare

Infraordningen Passeri (osciner) utvecklades i Australien och Wallacea och spreds senare över hela världen. Passeri kan delas in i sex parvordningar som successivt är släkt med varandra, varav de fyra första innehåller familjer som fortfarande är i stort sett begränsade till australiska regionen.
- Parvordning Menurida
  - Lyrfåglar (Menuridae)
  - Snårfåglar (Atrichornithidae)
- Parvordning Climacterida
  - Eukalyptuskrypare (Climacteridae) syn. australkrypare
  - Lövsalsfåglar (Ptilonorhynchidae)
- Parvordning Meliphagida
  - Blåsmygar (Maluridae)
  - Borstsmygar (Dasyornithidae)
  - Pardaloter (Pardalotidae) syn. panterfåglar – inkluderas ibland i familjen taggnäbbar
  - Taggnäbbar (Acanthizidae)
  - Honungsfåglar (Meliphagidae)
- Parvordning Orthonychida
  - Marksmygar (Orthonychidae)
  - Bågnäbbar (Pomatostomidae) syn. australtimalior
- Parvordning Corvida
- Parvordning Passerida

Corvida och Passerida är systergrupper och spred sig från australiska regionen till resten av världen. De flesta av familjerna i Corvida är än idag begränsade till Australien och Sydostasien och flera andra som förekommer vidare har också sin tonvikt. Endast två familjer förekommer enbart i Afrika. Till Nord- och Sydamerika har enbart vireorna, kråkfåglarna och två arter i törnskatorna spritt sig. 
- Överfamilj Cinclosomatoidea
  - Vakteltrastar (Cinclosomatidae)
- Överfamilj Campephagoidea 
  - Gråfåglar (Campephagidae) syn. nålfåglar
- Överfamilj Neosittoidea
  - Sittellor (Neosittidae)
- Överfamilj Mohouoidea
  - Mohuor (Mohouidae)
- Överfamilj Orioloidea
  - Plognäbbar (Eulacestomidae)
  - Snärtfåglar (Psophodidae)
  - Klockfåglar (Oreoicidae)
  - Falknäbbar (Falcunculidae)
  - Bärfåglar (Paramythiidae)
  - Vireor (Vireonidae)
  - Visslare (Pachycephalidae)
  - Gyllingar (Oriolidae)
- Överfamilj Malaconotoidea
  - Båtnäbbar (Machaerirhynchidae)
  - Svalstarar (Artamidae)
  - Törnkråkor (Cracticidae) – inkluderas numera oftast i Artamidae
  - Bärätare (Rhagologidae)
  - Ioror (Aegithinidae)
  - Borstskrikor (Pityriaseidae) syn. borstfåglar, Pityriasidae
  - Busktörnskator (Malaconotidae)
  - Flikögon (Platysteiridae)
  - Vangor (Vangidae)
- Överfamilj Corvoidea
  - Drongor (Dicruridae)
  - Solfjäderstjärtar (Rhipiduridae)
  - Ifriter (Ifritidae)
  - Svartpittor (Melampittidae)
  - Murarkråkor (Corcoracidae) syn. Struthideidae
  - Paradisfåglar (Paradisaedidae)
  - Monarker (Monarchidae)
  - Tofsskrikor (Platylophidae) – placerades tidigare bland kråkfåglarna
  - Törnskator (Laniidae)
  - Kråkfåglar (Corvidae) syn. kråkor

Passerida är till skillnad från Corvida mer jämnt spridd över hela världen. Passerida kan delas in i fem klader som successivt är släkt med varandra: fyra överfamiljer och "resten", en klad med flera överfamiljer. De första tre överfamiljerna är begränsade till australiska regionen:
- Överfamilj Cnemophiloidea
  - Satängfåglar (Cnemophilidae)
- Överfamilj Melanocharitoidea
  - Bärpickare (Melanocharitidae)
- Överfamilj Callaeoidea
  - Hihier (Notiomystidae) syn. stickfåglar
  - Vårtkråkor (Callaeidae) syn. vårtfåglar, Callaeatidae

I och med överfamiljen Picathartoidea tar Passerida klivet över till Afrika. Exakt hur det gick till är inte klarlagt. En de tre familjerna, sydhakarna, förekommer alltjämt i Australasien och ralltrasten påträffas i Sydostasien.
- Sydhakar (Petroicidae) syn. Eopsaltriidae
- Kråktrastar (Picathartidae) – denna och nästföljande familj inkluderas i Eupetidae av Howard & Moore[2]
- Klipphoppare (Chaetopidae)
- Ralltrastar (Eupetidae)

Picathartoidea är systergrupp till alla övriga fåglar som kan delas upp i tre klader, vars inbördes släktskap ännu inte är klarlagd. Den första, som troligen är systerart till de övriga två, består av två överfamiljer, Paroidea och Sylvioidea. Det är dock oklart huruvida de egentligen utgör en enda överfamilj. Paroidea består av fyra relativt små familjer som förekommer i stora delar av världen utom i Sydamerika:
- Feflugsnappare (Stenostiridae)
- Hyliotor (Hyliotidae)
- Pungmesar (Remizidae)
- Mesar (Paridae)

Överfamiljen Sylvioidea består i huvudsak av den numera uppdelade familjen sångare, Sylviidae, men också andra familjer som bulbyler, lärkor, svalor och timalior. Värt att notera är att endast fem arter förekommer i Nord- och Sydamerika: berglärka, messmyg (Sylviidae/Paradoxornithidae), donakobius, buskmes (Aegithalidae) samt nordsångare (Phylloscopidae) i Alaska.
- Nikatorer (Nicatoridae)
- Skäggmesar (Panuridae)
- Lärkor (Alaudidae)
- Afrikanska sångare (Macrosphenidae)
- Kupvingar (Pnoepygidae)
- Rörsångare (Acrocephalidae)
- Donakobier (Donacobiidae) syn. donacobier
- Madagaskarsångare (Bernieridae)
- Gräsfåglar (Locustellidae)
- Cistikolor (Cisticolidae)
- Svalor (Hirundinidae)
- Bulbyler (Pycnonotidae)
- Hylior (Hyliidae)
- Stjärtmesar (Aegithalidae)
- Spretstjärtar (Erythrocercidae) – denna och nästa familj inkluderas ofta i Cettiidae, men urskiljs som egen familj av IOC[3]
- Snårsångare (Scotocercidae)
- Cettior (Cettiidae)
- Lövsångare (Phylloscopidae)
- Sylvior (Sylviidae) syn. Gamla världens sångare, sylviasångare eller sylvider
- "Papegojnäbbar" – inkluderas oftast i Sylviidae, men urskiljs som en egen familj av Clements et al[1]
- Glasögonfåglar (Zosteropidae)
- Timalior (Timaliidae)
- Marktimalior (Pellorneidae)
- Fnittertrastar (Leiothrichidae)

Resterande fåglar delas in i två klader som tros vara varandras närmaste släktingar. Den ena omfattar fyra överfamiljer vars inbördes släktskap är oklar: Reguloidea, Bombycilloidea, Certhioidea och Muscicapoidea. 
Reguloidea består enbart av den både till artantalet och storleken lilla familjen kungsfåglar (Regulidae) som tidigare troddes vara sångare. Bombycilloidea omfattar sex artfattiga familjer, där fyra är monotypiska, det vill säga innehåller endast en art:
- Pärlsmygar (Elachuridae) – tidigare en timalia men tillhör en unik utvecklingslinje[6]
- Silkesflugsnappare (Ptiliogonatidae)
- Palmtrastar (Dulidae)
- Hypokolier (Hypocoliidae) syn. hypocolier
- Hylocitreor (Hylocitreidae) – inkluderas ibland i Hypocoliidae[2]
- Sidensvansar (Bombycillidae)

I överfamiljen Certhioidea återfinns fyra eller fem familjer med relativt små arter som i tre familjer utvecklat en förmåga att klättra på trädstammar:
- Nötväckor (Sittidae)
- Murkrypare (Tichodromidae) – inkluderas ibland i Sittidae[2]
- Trädkrypare (Certhiidae)
- Myggsnappare (Polioptilidae)
- Gärdsmygar (Troglodytidae)

Överfamilj Musicapoidea omfattar sex familjer:
- Oxhackare (Buphagidae)
- Härmtrastar (Mimidae)
- Starar (Sturnidae)
- Strömstarar (Cinclidae)
- Trastar (Turdidae)
- Flugsnappare (Muscicapidae)

Resterande fågelarter placeras alla i överfamiljen Passeroidea, i huvudsak fröätare:
- Sockerfåglar (Promeropidae)
- Fläckhakar (Modulatricidae)
- Blomsterpickare (Dicaeidae)
- Solfåglar (Nectariniidae)
- Blåfåglar (Irenidae)
- Bladfåglar (Chloropseidae) – förs ibland till blåfåglarna[2]
- Tallsmygar (Peucedramidae) syn. ockrahuvade sångare
- Järnsparvar (Prunellidae)
- Rosenstjärtar (Urocynchramidae)
- Vävare (Ploceidae)
- Änkor (Viduidae)
- Astrilder (Estrildidae)
- Sparvfinkar (Passeridae)
- Ärlor (Motacillidae) syn. piplärkor och ärlor
- Finkar (Fringillidae)
- Sporrsparvar (Calcariidae) syn. snösparvar
- Keor (Rhodinocichlidae)
- Fältsparvar (Emberizidae)
- Amerikanska sparvar (Passerellidae)
- Puertoricotangaror (Nesothraupidae)
- Spindalior (Spindaliidae)
- Snårtangaror (Calyptophilidae)
- Sångtangaror (Phaenicophilidae) – tidigare bland tangarorna och skogssångarna, men utgör en egen utvecklingslinje tillsammans (och slås ibland ihop) med föregående tre familjer
- Zeledonior (Zeledoniidae)
- Kubasångare (Teretistridae)
- Ikterior (Icteriidae) – tidigare bland skogssångarna, men utgör en egen utvecklingslinje; inkluderas ofta i trupialerna
- Trupialer (Icteridae) syn. vävarstarar
- Skogssångare (Parulidae)
- Falsktangaror (Mitrospingidae)
- Kardinaler (Cardinalidae)
- Tangaror (Thraupidae)

### Tidigare fågelfamiljer
Följande familjer erkändes tidigare men inte längre av i stort sett alla taxonomiska auktoriteter och inkluderas istället i en annan familj, angiven nedan:
- Visseländer (Dendrocygnidae) – änder
- Kalkoner (Meleagridae) – del av fasanfåglar
- Skogshöns (Tetraonidae) – fasanfåglar
- Anier (Crotophagidae) – gökar
- Markgökar (Neomorphidae) – gökar
- Sporrgökar (Centropidae) – gökar
- Regngökar (Coccyzidae) – gökar
- Öronnattskärror (Eurostopodidae) – nattskärror
- Asiatiska grodmunnar (Batrachostomidae) – grodmunnar
- Dykpetreller (Pelecanoididae) – liror
- Simsnäppor (Phalaropodidae) – snäppor
- Tärnor (Sternidae) – måsfåglar
- Saxnäbbar (Rynchopidae) – måsfåglar
- Sabelnäbbar (Rhinopomastidae) – skratthärfåglar
- Vattenkungsfiskare (Cerylidae) – kungsfiskare
- Trädkungsfiskare (Halcyonidae) – kungsfiskare
- Australskvättor (Epthianuridae) – honungsfåglar
- Australtrastar (Colluricinclidae) – visslare (Pachycephalidae)
- Papuatrastar (Pitohuidae) – delas upp och förs till tre olika familjer: visslare, klockfåglar och gyllingar
- Skatlärkor (Grallinidae) – delas upp och förs till två olika familjer: monarker och murarkråkor
- Skogstörnskator (Tephrodornithidae) – vangor
- Hjälmtörnskator (Prionopidae) – vangor
- Filippinkrypare (Rhabdornithidae) – starar
- Hawaiifinkar (Drepanididae) – finkar
- Banansmygar (Coerebidae) – tangaror

### Föreslagna fågelfamiljer
Följande familjer har föreslagits i vetenskapliga studier och författare, men ännu inte erkänts av taxonomiska auktoriteter.
- "Ljungpipare" (Pluvialidae) – traditionellt en del av piparna
- "Yuhinavireor" (Erpornidae) – tidigare en del av glasögonfåglarna, men står nära vireor och placeras oftast bland dem
- "Brokvireor" (Pteruthiidae) – tidigare en del av timaliorna, men står nära vireor och placeras oftast bland dem
- "Silkesstjärtar" (Lamproliidae) – två arter som numera förs till solfjäderstjärtarna, men som är relativt avlägsna
- "Mindanaosparvar" (Hypocryptadiidae) – en art som fram tills nyligen placerats bland glasögonfåglarna, men som förvånande nog visats stå nära sparvfinkarna och placeras oftast bland dem

## Utdöda fågelfamiljer
En fågelfamilj har dött ut under det som brukar kallas historisk tid, det vill säga efter år 1500: ooerna i familjen Mohoidae. Dessa ansågs tidigare vara honungsfåglar, men DNA-studier visar förvånande nog att de står, eller stod, nära sidensvansarna. Ytterligare två utdöda familjer har tidigare urskiljts, dronter (Raphidae) och piopioer (Turnagridae). Dessa placeras nu som en del av familjen duvor respektive gyllingar.

### Utdöda familjer under förhistorisk tid
Ytterligare sju fågelfamiljer dog ut under holocen före år 1500, alla troligen på grund av människan.
- Elefantfåglar (Aepyornithidae)
- Höglandsmoafåglar (Megalapteryidae)
- Jättemoafåglar (Dinornithidae)
- Mindre moafåglar (Emeidae)
- Mastodonthöns (Sylviornithidae)
- Yxnäbbar (Aptornithidae)
- Teratorner (Teratornithidae)